# Alamo (Tennessee)
Alamo és una població dels Estats Units a l'estat de Tennessee. Segons el cens del 2000 tenia 2.392 habitants.

## Demografia
Segons el cens del 2000, Alamo tenia 2.392 habitants, 945 habitatges, i 605 famílies. La densitat de població era de 429,6 habitants/km².
Dels 945 habitatges en un 28,7% hi vivien nens de menys de 18 anys, en un 45% hi vivien parelles casades, en un 16,1% dones solteres, i en un 35,9% no eren unitats familiars. En el 33,3% dels habitatges hi vivien persones soles el 18,2% de les quals corresponia a persones de 65 anys o més que vivien soles. El nombre mitjà de persones vivint en cada habitatge era de 2,35 i el nombre mitjà de persones que vivien en cada família era de 2,98.
Per edats la població es repartia de la següent manera: un 23,8% tenia menys de 18 anys, un 8,1% entre 18 i 24, un 25,9% entre 25 i 44, un 20,2% de 45 a 60 i un 22% 65 anys o més.
L'edat mediana era de 39 anys. Per cada 100 dones de 18 o més anys hi havia 79,5 homes.
La renda mediana per habitatge era de 25.750 $ i la renda mediana per família de 38.295 $. Els homes tenien una renda mediana de 26.167 $ mentre que les dones 21.650 $. La renda per capita de la població era de 14.146 $. Entorn del 16,1% de les famílies i el 20,5% de la població estaven per davall del llindar de pobresa.

## Poblacions més properes
El següent diagrama mostra les poblacions més properes.